# Michael Struck
Michael Struck (* 1952 in Hannover) ist ein deutscher Musikwissenschaftler, Musikkritiker und Pianist.

## Leben
Struck hatte ab 1973 ein Studium an der Musikhochschule und Universität Hamburg in Schulmusik, Klavier, Instrumentalpädagogik, Musikwissenschaften, Erziehungswissenschaften mit entsprechenden Abschlüssen (1. Staatsexamen, staatl. gepr. Privatmusikerzieher, Diplomprüfung Klavier) absolviert. Von 1983 bis 1985 absolvierte er sein Referendariat in Hamburg und schloss seine Ausbildung mit dem 2. Staatsexamen ab. 1984 promovierte er über das Spätwerk von Robert Schumann.
1985 trat er zunächst eine Stelle im niedersächsischen Schuldienst an, wechselte dann als Wissenschaftlicher Mitarbeiter an zwei Pilotprojekte für eine neue Brahms-Gesamtausgabe ans Musikwissenschaftliche Institut der Universität Kiel (1985–1990/91), wo er beim Aufbau der Brahms-Forschungsstelle mitwirkte. Seit 1991 ist er Wissenschaftlicher Mitarbeiter und Mitglied der Editionsleitung an der Kieler Forschungsstelle der Brahms-Gesamtausgabe.
Seine Forschungsschwerpunkte liegen auf folgenden Themenbereichen: „Interdependenz analytischer, werkgenetischer und philologischer Fragestellungen; Musik in der Emigration, editorische Projekte“. Struck hat zahlreiche Publikationen zum Schaffen von Robert Schumann, Johannes Brahms, Berthold Goldschmidt und Johann Abraham Peter Schulz veröffentlicht. Daneben hat er die Brahms-Gesamtausgabe herausgegeben. In seiner Tätigkeit als Pianist hat er zahlreiche Konzerte in Zusammenarbeit mit dem Vocalensemble und der Studentenkantorei der Universität Kiel sowie mit dem Wiesbadener Kammerchor gegeben. Von 1993 bis 1998 war Struck Mitglied des Wissenschaftlichen Beirates der Carl-Maria-von-Weber-Gesamtausgabe. 1990 bis 2000 war er Mitglied der Kulturkommission (Fachgruppe Musik) bei der Ministerin für Bildung, Wissenschaft, Forschung und Kultur in Schleswig-Holstein; seit 2000 ist er Mitglied des Stiftungsrates in der Kulturstiftung Schleswig-Holstein.
Zusammen mit Reinhard Kapp erhielt Michael Struck 2009 den Robert-Schumann-Preis der Stadt Zwickau für seine Dissertation von 1984 zum Spätwerk Schumanns.

## Schriften (Auswahl)
- Die umstrittenen späten Instrumentalwerke Schumanns. Untersuchungen zur Entstehung, Struktur und Rezeption, Hamburg: Verlag der Musikalienhandlung Wagner, 1984; ISBN 3-88979-007-0
- Berthold Goldschmidt, Paul Hindemith und das Problem „mittlerer Musik“, in: Hindemith-Jahrbuch – Annales Hindemith, Band 30, hrsg. vom Hindemith-Institut, Frankfurt/Main, Mainz etc. 2001, S. 148–202
- Die Werke aus Robert Schumanns Düsseldorfer Schaffensjahren, in: Zwischen Poesie und Musik. Robert Schumann – früh und spät. Begleitbuch und Katalog zur Ausstellung des StadtMuseums Bonn und der Robert-Schumann-Gesellschaft Zwickau e. V., hrsg. von Ingrid Bodsch und Gerd Nauhaus, Bonn etc. 2006, S. 253–287
- Johannes Brahms, das Metronom und die Wiedergabe seiner Musik. Aspekte einer gestörten Beziehung, in: Festschrift Otto Biba zum 60. Geburtstag, hrsg. von Ingrid Fuchs, Tutzing 2006, S. 447–470.